# Tramwaje w Angarsku
Tramwaje w Angarsku – system komunikacji tramwajowej w Angarsku, w Rosji, w obwodzie irkuckim.
Budowę sieci tramwajowej rozpoczęto w roku 1951, natomiast jej otwarcie nastąpiło 26 listopada 1953. Linia wybudowana została przez działające w Angarsku zakłady chemiczne, jednak w lipcu 1962 przekazano ją na własność miastu.
Na początku lat 90. XX wieku sieć składała się z 48,3 kilometrów torowisk, jednak w latach 2003–2006 część z nich została zlikwidowana. Do 2003 roku przewozy odbywały się na 10 liniach tramwajowych.
Na linii użytkowany był następujący tabor: RWZ-6, KTM-5, KTM-8, LM-93, KTM-19.

## Linie
W Angarsku kursuje 8 linii tramwajowych.
| Linia | Trasa                              |
| ----- | ---------------------------------- |
| 1     | Sangorodok ↔ TEC–9                 |
| 3     | Majskij wokzał ↔ 17-j mik          |
| 4     | 17-j mikrorajon ↔ TEC-9            |
| 5     | Zawod polimierow ↔ 205-j kwartał   |
| 6     | 205-j kwartał ↔ Sangorodok         |
| 7     | 205-j kwartał ↔ TEC-9              |
| 10    | 17-j Mikrorajon ↔ Łodocznaja       |
| 11    | Zawod polimierow ↔ 17-j mikrorajon |

## Tabor
Tabor liniowy składa się głównie z wagonów typu KTM-5 i ich modyfikacji.
| Zdjęcie        | Typ            | Eksploatacja od | Liczba |
| -------------- | -------------- | --------------- | ------ |
|                | KTM-5          | 1987            | 36     |
|                | KTM-5A         | 1990            | 15     |
|                | KTM-8KM        | 2005            | 1      |
|                | KTM-19K        | 2005            | 5      |
|                | KTM-19KT       | 2008            | 2      |
| Łączna liczba: | Łączna liczba: | Łączna liczba:  | 59     |